# 鈣通道阻滯劑
钙通道阻滞剂（calcium channel blocker，CCB）又称鈣離子通道阻斷劑、鈣通道拮抗劑（calcium channel antagonist、calcium antagonist），是一类干扰钙离子通过细胞膜上的钙通道进入细胞的药物；其常用作抗高血压药。钙通道阻滞剂对大血管僵硬尤其有效，此为老年患者收缩压升高的常见原因之一；此类药也常用于改变心率（尤其源自心房颤动者)、防止外周和脑血管痉挛、减轻心绞痛。

## 作用机制
L-型钙离子通道由α1、α2、β、γ和δ亚单位构成。二氢吡啶类、苯并硫氮杂䓬类、苯烷基胺类都作用于α1亚单位的不同部位。

## 分类

### 二氢吡啶类
二氢吡啶类钙离子通道阻滞剂常常用于降低全身血管阻力和动脉压，但不用于治疗心绞痛。后缀为“-dipine”。
产生的副作用包括：
1. 头晕，头痛，面部发红
2. 腿部积液
3. 心动过速
4. 心动过缓
5. 便秘
6. 牙龈增生
7. 踝关节水肿

| 二氢吡啶类 | 结构  | 备注 |
| ---------- | ----- | ---- |
| 氨氯地平   |       |      |
| 硝苯地平   |       |      |
| 尼群地平   |       |      |
| 尼莫地平   |       |      |
| 尼索地平   |       |      |
| 阿雷地平   |       |      |
| 阿折地平   |       |      |
| 巴尼地平   | enter |      |
| 贝尼地平   |       |      |
| 西尼地平   |       |      |
| 氯维地平   |       |      |
| 伊拉地平   |       |      |
| 依福地平   |       |      |
| 非洛地平   |       |      |
| 拉西地平   |       |      |
| 乐卡地平   |       |      |
| 马尼地平   |       |      |
| 尼卡地平   |       |      |
| 尼伐地平   |       |      |

### 苯并硫氮杂䓬类
苯并硫氮杂䓬类的选择性介于二氢吡啶类和苯烷基胺类之间。通过抑制心脏和扩张血管来降低血压，并且不产生类似于二氢吡啶类产生的心脏反射性的刺激。
1. 地尔硫卓

### 苯烷基胺类
苯烷基胺类对于心肌的选择性相对较高，通过降低心肌耗氧量和逆转冠状动脉痉挛而降低血压。并且有较小的扩张血管的作用，避免由此产生的反射性心动过速，因而可以用于心绞痛。
1. 维拉帕米

### 非选择性类
1. 米贝地尔
2. 苄普地尔

## 外部連結
- 醫學主題詞表（MeSH）：Calcium+Channel+Blockers
- Official Adalat (Nifedipine) site, Bayer （页面存档备份，存于）
- Video - Calcium Channel Blockers （页面存档备份，存于）